# Lactobacillus rossiae
Lactobacillus rossiae è una specie di batterio appartenente alla famiglia delle Lactobacillaceae.